# Почётные граждане Керчи
Почётный граждани́н го́рода-геро́я Керчи́ (укр. Почесний громадянин міста-героя Керчі) — почётное звание, присваиваемое жителям города Керчи, а также иным гражданам (последовательно СССР, Украины и Российской Федерации) и иностранным гражданам решением городского совета Керчи.

## История
До 1917 года в Российской империи существовало звание личного и потомственного почётного гражданина дающее принадлежность к соответствующему сословию, которого были удостоены некоторые жители Керчи и Феодосийского уезда Таврической губернии. После Октябрьской революции звание и сословие были упразднены и в настоящее время законодательно не регулируются. Практика присвоения звания была возобновлена в Керчи в 1967 году, 27 сентября 1967 года было принято соответствующее положение, которое было изменено и переутверждено в 1999 году на 10-й сессии городского совета. После аннексии Крыма Российской Федерацией положение о звании было переутверждено 24 ноября 2016 года решением № 976-1/16.

## Положение о вручении
Звание присваивается за выдающиеся заслуги перед городом Керчью. Выдвижение кандидатур на присвоение звания осуществляют трудовые коллективы, общественные организации города, исполнительные органы власти. Представление с указанием конкретных заслуг граждан, выдвигаемых на присвоение звания «Почётный гражданин города-героя Керчи» вносится на имя городского головы, рассматривается исполкомом городского совета, решение о присвоении данного звания принимается сессией городского совета. Награждённому вручаются специальные дипломы и денежное вознаграждение в размере пяти минимальных зарплат. Награждение званием «Почётный гражданин города-героя Керчь», вручение почётного знака, звезды и ленты производится в торжественной обстановке и при широкой гласности городским головой или по его поручению секретарём городского совета, заместителями городского головы по вопросам деятельности исполнительных органов совета.
Материалы о гражданах, которым присвоено звание «Почётный гражданин города-героя Керчь» передаётся в Керченский историко-культурный заповедник. Именем почётного гражданина Керчи могут быть названы улицы, площади, скверы и другие объекты.

## Список почётных граждан Керчи
В настоящем списке в хронологическом порядке представлены все лица, удостоенные звания «Почётный гражданин города Керчи» во времена СССР, Украины и Российской Федерации. Список содержит информацию о годах жизни, сфере деятельности лиц, а также обоснование присвоения звания, номер и дата принятия решения городского совета.
| Дата присвоения | Портрет | Имя                                | Годы жизни                        | Род деятельности | Обоснование для присвоения/снятия                                       |
| --------------- | ------- | ---------------------------------- | --------------------------------- | --- | ----------------------------------------------------------------------- |
| 1972            |         | Сеньков Павел Гаврилович           |                                   | Участник Гражданской войны, внёс значительный вклад в революционное движение Керчи, персональный пенсионер всесоюзного значения. |                                                                         |
| 1972            |         | Беляков Николай Александрович      | 1908 — 1988                       | Герой Советского Союза. Осенью 1943 года батальон под его командованием первым высадился на Огненной Земле в Эльтигене.          |                                                                         |
| 1972            |         | Назаренко Николай Максимович       |                                   | Начальник СУ-21, восстанавливал послевоенную Керчь, заслуженный строитель. Его именем названа улица в городе Керчи.              |                                                                         |
| 1972            |         | Бережной Сергей Тимофеевич         | 1 мая 1927 — 20 марта 1988        | Слесарь-монтажник, удостоен звания «Герой Социалистического Труда» за самоотверженный труд.                                      |                                                                         |
| 1989            |         | Ковешников Дмитрий Степанович      | 26 октября 1918 — 17 декабря 1998 | Генерал-лейтенант, Герой Советского Союза.                                                                                       |                                                                         |
| 1989            |         | Тарасенко Павел Евдокимович        | 1923 — 2007                       | Полковник в отставке, Герой Советского Союза.                                                                                    |                                                                         |
| 1989            |         | Тесленко Илья Алексеевич           | 1910 — 1991                       | Комиссар 1-го батальона 83-й морской стрелковой бригады 51-й армии, Герой Советского Союза.                                      |                                                                         |
| 1989            |         | Бут Николай Яковлевич              | 21 апреля 1928 — 17 ноября 1989   | Художник студии военных художников им. Б. М. Грекова.                                                                            |                                                                         |
| 1996            |         | Сафонов Вадим Андреевич            | 1904 — 2000                       | Писатель, уроженец Керчи. |                                                                         |
| 1999            |         | Трушков Николай Иванович           | 15 мая 1924 — 13 февраля 2003     | Герой Советского Союза, участник освобождения Украины, пенсионер МВД, житель Керчи.                                              |                                                                         |
| 2000            |         | Грач Леонид Иванович               | род. 1 января 1948                | Председатель Верховной Рады АР Крым.                                                                                             |                                                                         |
| 2001            |         | Почтарь Василий Кириллович         | 20 февраля 1926 — 26 июля 2016    | Рыбак прибрежного лова ОАО «Керченский рыбокомбинат», Герой Социалистического Труда (1971).                                      |                                                                         |
| 2001            |         | Омельченко Александр Александрович | род. 9 августа 1938               | Киевский городской голова. |                                                                         |
| 2003            |         | Кучма Леонид Данилович             | род. 9 августа 1938               | 2-й президент Украины. | Лишён звания 28 апреля 2022 года решением Керченского городского совета |
| 2003            |         | Эмин Аркадий Кузьмич               | 1925 — 2001                       | Председатель исполкома Керченского городского совета народных депутатов, Первый секретарь горкома КПУ с 1961 по 1974 год.        |                                                                         |
| 2003            |         | Чистов Сергей Александрович        | род. 24 марта 1930                | Первый секретарь Керченского горкома Компартии Украины с 1974 по 1984 год.                                                       |                                                                         |
| 2004            |         | Азаров Николай Янович              | род. 17 декабря 1947              | Первый вице-премьер-министр, министр финансов Украины.                                                                           |                                                                         |
| 2004            |         | Куницын Сергей Владимирович        | род. 27 июля 1960                 | Председатель Совета Министров АР Крым.                                                                                           | Лишён звания 28 апреля 2022 года решением Керченского городского совета |
| 2005            |         | Алексеев Иван Фёдорович            | 28 июля 1928 — 2 января 2019      | Директор судоремонтного завода «Залив» с 1958 по 1978 год.                                                                       |                                                                         |
| 2006            |         | Письменный Вячеслав Дмитриевич     | род. 17 августа 1932              | Доктор физико-математических наук, профессор, член-корреспондент РАН, президент благотворительного фонда «Деметра».              |                                                                         |
| 2006            |         | Севастьянов Михаил Иосифович       | 5 января 1947 — 11 июня 2023      | Заместитель городского головы по вопросам деятельности исполнительных органов совета. Работал в составе горсовета 20 лет.        |                                                                         |
| 2006            |         | Осадчий Олег Владимирович          | род. 16 августа 1951              | Керченский городской голова с 1998 по 2014 год.                                                                                  |                                                                         |
| 2018            |         | Лубенцов Александр Григорьевич     | 30 апреля 1922 — 3 июня 2019      | Ветеран Великой Отечественной войны.                                                                                             |                                                                         |
| 2017            |         | Китиков Николай Тимофеевич         | 2 августа 1931 — 7 октября 2020   | Председатель городской ветеранской организации Керчи.                                                                            |                                                                         |
| 2019            |         | Лановой Василий Семёнович          | 16 января 1934 — 28 января 2021   | Советский и российский актёр. |                                                                         |
| 2021            |         | Платон (Удовенко)                  | род. 17 ноября 1940               | Митрополит Феодосийский и Керченский                                                                                             |                                                                         |
| 2022            |         | Умрихина, Татьяна Викторовна       |                                   | Генеральный директор Восточно-Крымского музея-заповедника                                                                        |                                                                         |
| 2023            |         | Рыженко, Александр Петрович        |                                   | Ветеран Великой Отечественной войны                                                                                              |                                                                         |
| 2023            |         | Ермак, Николай Иванович            |                                   | Начальник малярно-изоляционного цеха № 19 АО «Судостроительный завод им. Б.Е. Бутомы»                                            |                                                                         |